# Inside Hi-Fi
Inside Hi-Fi est un album de cool jazz enregistré en 1956 par le saxophoniste américain Lee Konitz.
L'album fait partie, avec Lee Konitz with Warne Marsh et The Real Lee Konitz, d'une série de disques enregistrés pour le label Atlantic Records, après l'apparition de Konitz sur l'album live Lennie Tristano sur ce même label en 1955.
Lee Konitz y joue pour la première fois du saxophone ténor sur plusieurs morceaux,.
En écho au titre de l'album, la photographie qui illustre la pochette montre Lee Konitz « photographié à travers des condensateurs, des valves et des fils dans le studio d'enregistrement de Rudy Van Gelder »

## Historique

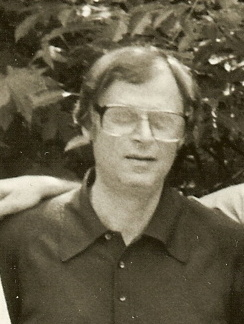
Rudy Van Gelder.

Pour cet album, Lee Konitz, le premier et le plus fameux disciple du pianiste Lennie Tristano, et un des très rares saxophonistes alto de sa génération à ne pas avoir été influencé par Charlie Parker,,,, réunit autour de lui cinq musiciens dont trois sont également d'anciens élèves de Tristano : le pianiste Sal Mosca, le contrebassiste Peter Ind et le guitariste Billy Bauer,.
Fait inhabituel pour Konitz, la prise de son est assurée par Rudy Van Gelder,. L'album est enregistré par Rudy Van Gelder le 26 septembre et le 16 octobre 1956 dans son studio à Hackensack dans le New Jersey,,.
Rudy Van Gelder était un ingénieur du son  spécialisé dans le jazz, considéré comme l'un des meilleurs ingénieurs de l'histoire de l'enregistrement, dont on estime qu'il a enregistré et mixé plus de 2 000 albums. Son studio connu durant les années 1950 sous le nom de « Van Gelder Studio, Hackensack, New Jersey » était en fait le living room de ses parents. Ce n'est qu'en 1959 qu'il ouvrira son vrai studio, connu sous le nom de « Van Gelder Studio, Englewood Cliffs, New Jersey ».
Sur le plan sonore, comme d'habitude avec Van Gelder, le soliste est mis en évidence à l'avant, avec le reste du groupe clairement derrière lui.
L'album sort en 1956 en disque vinyle long play (LP) sur le label Atlantic Records sous la référence 1258,.
La notice originale du LP (original liner notes) est de la main de John S. Wilson et la conception de la jaquette est l'œuvre du designer Marvin Israel. La photographie qui orne la couverture de l'album est l'œuvre de Lee Friedlander, un photographe américain né à Aberdeen dans l'État de Washington en 1934.
L'album est réédité à plusieurs reprises en LP par Atlantic de 1969 à 2018, puis en CD de 1987 à 2017 par les labels Atlantic, Koch International et Warner.

## Accueil critique
Le site AllMusic attribue 4 étoiles à l'album Inside Hi-Fi. Le critique musical Scott Yanow d'AllMusic estime que ce disque est un « excellent enregistrement ». Pour lui, « les points forts de cet agréable album sont Everything Happens to Me, All of Me et Star Eyes, mais les huit morceaux sont tous bien joués et très entraînants ».
Dans une longue revue de la carrière de Lee Konitz jusqu'en 1966 parue dans The Evergreen Review N° 43 en 1966 sous le titre Jazz: The LP Catalogue #19: The Achievement of Lee Konitz, Harvey Pekar estime que « Inside HiFi représente une amélioration. Son travail d'alto sur Kary's Trance et Sweet and Lovely, s'il n'est pas particulièrement inventif, est au moins fougueux. Une nouveauté du LP est qu'il présente le premier enregistrement de Konitz au saxophone ténor. Il est brut mais puissant. Il utilise un son presque sans vibrato, mais étonnamment plein »
Pour le site London Jazz Collector, « son alto a une légèreté rafraîchissante et son duo avec le guitariste Billy Bauer sur Kary's Trance est un pur délice ». Le même site estime que le fait que Konitz joue pour la première fois du saxophone ténor sur plusieurs titres donne un intérêt supplémentaire au disque.
Sur le site The Audio Beat, John Crossett souligne que « si les morceaux d'alto montrent Konitz à son excellent niveau habituel, c'est la face interprétée au saxophone ténor qui fait de cet enregistrement un disque à écouter absolument. La richesse supplémentaire de l'instrument convient à Konitz, et après avoir entendu son jeu, vous souhaiterez peut-être, comme moi, que Konitz ait utilisé un peu plus le saxophone ténor. Il suffit d'écouter le morceau Star Eyes. Vous entendez Konitz comme vous vous y attendez, sauf que le ton de son jeu est plus profond et plus riche, et qu'il a plus de couleur. C'est toujours Konitz, tout en ayant un son singulier et nouveau ». Et Crossett de conclure « Inside Hi-Fi est un album que tout amateur de jazz qui se respecte devrait vouloir avoir dans sa collection. Il présente l'un des derniers liens qui nous restent avec le glorieux passé du jazz dans ses années de gloire, et nous donne un Lee Konitz rarement entendu à la fois à l'alto et au ténor ».
Sur All About Jazz, Andrew Hovan va dans le même sens que John Crossett : « Il convient de noter tout particulièrement les nombreux titres qui font entendre Konitz au saxophone ténor. Son approche chaude et liquide se traduit extrêmement bien dans cet instrument et il est dommage qu'on ne l'entende que rarement au saxophone ténor ».

## Titres
| No | Titre                    | Auteur                                                       | Durée |
| -- | ------------------------ | ------------------------------------------------------------ | ----- |
| 1. | Kary's Trance            | Lee Konitz                                                   | 6:06  |
| 2. | Everything Happens To Me | Tom Adair / Matt Dennis                                      | 4:03  |
| 3. | Sweet And Lovely         | Gus Arnheim / Jules LeMare (Chas. N. Daniels) / Harry Tobias | 3:59  |
| 4. | Cork 'n' Bib             | Lee Konitz                                                   | 5:28  |
| 5. | All Of Me                | Gerald Marks / Seymour Simons                                | 5:08  |
| 6. | Star Eyes                | Gene DePaul / Don Raye                                       | 5:19  |
| 7. | Nesuhi's Instant         | Peter Ind                                                    | 5:05  |
| 8. | Indiana                  | James F. Hanley / Ballard MacDonald                          | 5:20  |

## Musiciens
- Lee Konitz : saxophone alto (morceaux 1-4) et saxophone ténor (morceaux 5-8)
- Billy Bauer : guitare (morceaux 1-4)
- Arnold Fishkind : contrebasse (morceaux 1-4)
- Sal Mosca : piano (morceaux 5-8)
- Peter Ind : contrebasse (morceaux 5-8)
- Dick Scott : batterie